# Georg Friedrich Bolte

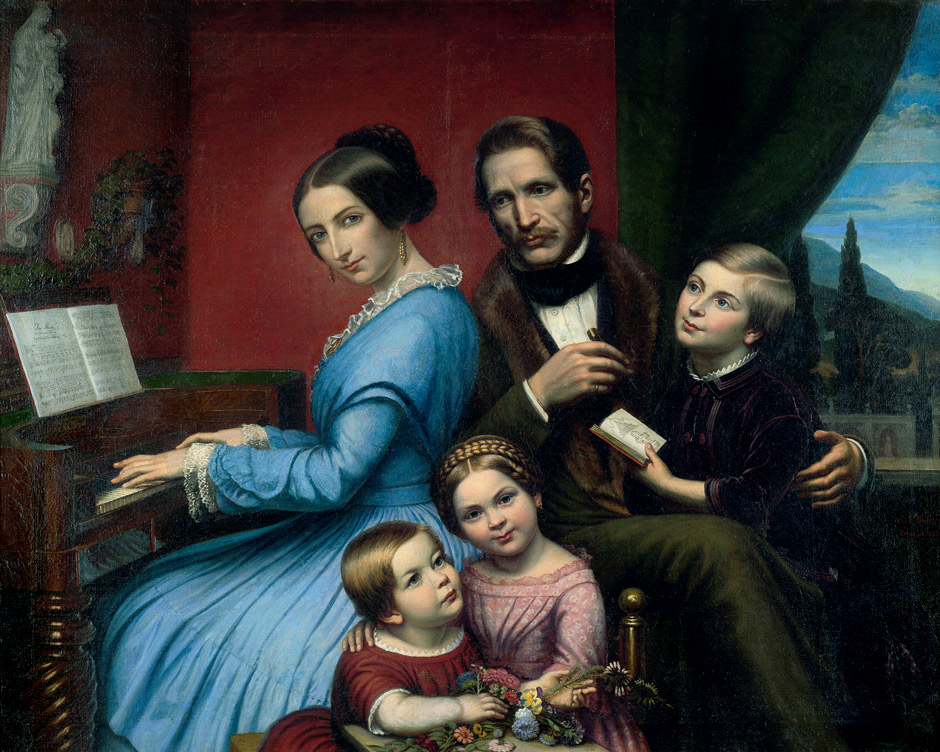
Bildnis der Familie eines Architekten, Gemälde von G. F. Bolte (1852)

Georg Friedrich Bolte (* 13. Dezember 1809 in Verden (Aller) im Herzogtum Hannover; † 13. Juli 1877 in Berlin) war ein deutscher Maler.

## Leben
Bolte stammte aus Verden (Aller) im Großherzogtum Hannover und kam 1834 in das Atelier von Karl Wilhelm Wach. Von 1844 bis 1851 hielt er sich in Rom in Italien auf, wo er 1845 einen Christus am Kreuz fertigte. Hier entstand auch das Panorama von Neapel, das später von Wilhelm Witthöft als Kupferstich angefertigt wurde. Zu diesem Panorama erschien 1854 auch ein kleines Begleitheft. Die Bilder, die er 1836 bis 1866 in den Ausstellungen in der Berliner Akademie zeigte, wurden oft kritisiert. Bekannt ist er für die Kopie des „Greifswalder Croyteppichs“ im Jahr 1854. Er fertigte kirchliche Gemälde, Genrebilder und Porträts. Der Genremaler Gustav Guthknecht (* 1843) war einer seiner Schüler.
Bolte fertigte Kopien für den Raffaelsaal in Potsdam und schuf Altargemälde, u. a. für die Jakobikirche in Greifswald und die Marienkirche in Pasewalk.
Bolte war seit 1857 mit Karoline (geborene Krahmann, † 1916) verheiratet. Der Germanist und Volkskundler Johannes Bolte (* 11. Februar 1858; † 25. Juli 1937) war deren Sohn.
Sein Grab befindet sich auf dem Alten St.-Jacobi-Friedhof in Berlin-Neukölln, Karl-Marx-Straße (Berlin) 4.